# Centre commercial La Galerie Lanester
La Galerie Lanester, anciennement Les Deux Rivières entre 2009 et 2016 puis G La Galerie - Géant Lanester, est un centre commercial situé sur la commune de Lanester près de Lorient dans le département du Morbihan et la région Bretagne. Il est géré par la société Mercialys, filiale du groupe Casino.
Avec plus de 75 boutiques, il s'agit du plus grand centre commercial du département.

## Historique
Le centre commercial est ouvert en 1969 par la Société des magasins périphériques de l'ouest (SMPO) sous l’enseigne Rallye. En 1991, une première extension de la galerie a lieu permettant la création d’une vingtaine de boutiques. 4 ans plus tard, en 1995, Rallye est remplacé par l’enseigne Géant Casino et un nouveau parking aérien est créé en 2001.
Depuis octobre 2005, le centre commercial est géré par Mercialys, filiale foncière du Groupe Casino. Une rénovation complète du centre est effectuée en 2008 permettant une extension du centre avec l’ouverture de douze nouvelles boutiques ainsi que deux moyennes surfaces extérieures.
En 2009, le centre commercial Géant Casino porte dorénavant le nom du Centre commercial Les Deux Rivières à la suite d'un vote des clients. Le nom est dû à l'emplacement de la commune de Lanester au croisement des deux rivières le Blavet et le Scorff.
Un nouvel axe commercial qui accueille onze nouvelles enseignes est inauguré en 2014, augmentant ainsi sa surface de vente de 11 500 m2. Il devient alors le plus grand centre commercial du département.
En 2016, à la suite d'une réorganisation des centres par Mercialys, les noms des centres s'uniformisent et deviennent G la Galerie.
En 2024, comme l'ensemble des hypermarchés du Groupe Casino, l'hypermarché de la Galerie est vendu : il ferme définitivement en avril et réouvre sous l'enseigne Carrefour quinze jours plus tard.

## Structure
Il est composé d’un hypermarché de 7 600 m² ainsi que 75 boutiques dont cinq restaurants.
Le stationnement comporte 1 650 places et de nombreux services tels un espace Wi-Fi, une garderie enfants, des photomatons et distributeurs automatiques sont proposés.